# Amsa-dong
Amsa-dong (koreanska: 암사동) är en stadsdel i stadsdistriktet Gangdong-gu i Sydkoreas huvudstad Seoul. 

## Indelning
Administrativt är Amsa-dong indelat i:
| Namn    | Namn             | Yta i km² | Invånare 31 dec 2019 |
| ------- | ---------------- | --------- | -------------------- |
| 암사1동 | Amsa 1(il)-dong  | 1,02      | 36 693               |
| 암사2동 | Amsa 2(i)-dong   | 1,18      | 14 774               |
| 암사3동 | Amsa 3(sam)-dong | 2,51      | 18 693               |